# Elenchus maorianus
Elenchus maorianus là một loài côn trùng ký sinh trong chi Elenchus, được tìm thấy ở New Zealand.